# 제20회 부산국제영화제
제20회 부산국제영화제는 2015년 10월 1일부터 2015년 10월 10일까지 열린 영화제이다. 부산에서 개최되었으며 사회자는 박성웅, 추자현이다.

## 수상

### 뉴 커런츠상
- 호두나무 - 예를란 누르무칸베토프 수상
- 아야즈의 통곡 - 하디 모하게흐 수상

### 선재상
- 치욕일기 - 이은정 수상
- 가정부 니아 - 라우 켁 후앗 수상

### 넷팩상 (아시아영화진흥기구상)
- 소통과 거짓말 - 이승원 수상

### 국제영화평론가 협회상
- 아야즈의 통곡 - 하디 모하게흐 수상

### 대명컬처웨이브상
- 초인 - 서은영 수상

### KNN 관객상
- 라디오 - 하리 비스와나스 수상

### 올해의 배우상
- 소통과 거짓말 - 장선 수상
- 혼자 - 이주원 수상

### 비프 메세나상
- 소년, 달리다 - 강석필 수상
- 마주 보다 - 예윈 수상

### 비프메세나상 특별언급
- 그럼에도 불구하고 - 김영조 수상

### 한국영화감독조합상- 감독상
- 양치기들 - 김진황 수상
- 눈꺼풀 - 오멸 수상

### BNK부산은행상
- 헬라스로 통하는 고속도로 - 아론 레만 수상

### 시민평론가상
- 혼자 - 박홍민 수상

### 부산시네필상
- 경계의 저편 - 로베르토 미너비니 수상

### CGV 아트하우스상
- 눈꺼풀 - 오멸 수상

### 공로상
- 아루나 바수데브 수상

### 올해의 아시아 영화인상
- 스튜디오 지브리 수상

### 한국영화공로상
- 빌란트 쉬펙 수상

### 갈라 프레젠테이션
- (신) 남과 여 - 끌로드 를르슈
- 컬러 오브 아시아 - 마스터스 - 임상수
- 비거 스플래쉬 - 루카 구아다그니노
- 산하고인 - 지아장커
- 바닷마을 다이어리 - 고레에다 히로카즈
- 자객 섭은낭 - 허우 샤오시엔

### 아시아영화의 창
- 그날의 진실 - 메그나 굴자르
- 백일홍 - 임서우
- 더 아이돌 - 하니 아부 아사드
- 어머니의 기차역 - 자미 마흐무드
- 알리가르 - 한살 메흐타
- 세 도시 이야기 - 장완정
- 핑크와 그레이 - 유키사다 이사오
- 모두가 초능력자 - 소노 시온
- 불빛속의 어둠 - 비묵티 자야순다라
- 타를로 - 페마 체덴
- 호텔룸 - 에릭 쿠
- 영혼의 순례길 - 장양
- 만물생장 - 리 위
- 나라없는 국기 - 바흐만 고바디
- 시먼딩 이야기 - 티엔 룬 예
- 세븐 레터스 - 부준펑 외5명
- 오후 - 차이밍량
- 레모네이드 사랑 - 가린 누그로호
- 블랑카 - 하세이 코키
- 우화의 강 - 바스카르 하자리카
- 화려한 샐러리맨 - 두기봉
- 3688 - 로이스톤 탄
- 지하의 향기 - 펑페이
- 내 마음의 복제 - 조코 안와르
- 나쁜놈은 반드시 죽는다 - 손호
- 베를린장벽이여 안녕 - 응유엔 판쿠앙빈
- 로메르를 찾아서 - 왕 차오
- 파라다이스 - 시나 아타에이안 데나
- 세 가지 사랑 이야기 - 하시구치 료스케
- 차량차단기 - 자하슐란 포사노브
- 오렌지 캔디 - 비쥬 비스와나스
- 소중한 내 사랑 - 마니 라트남
- 너는 착한 아이 - 오미보
- 마사안 - 니라즈 가이완
- 긴 이별 - 파르자드 모타멘
- 찬란함의 무덤 - 아피찻퐁 위라세타쿤
- 바다와 나는 물고기 - 메흐르다드 가파르자데
- 흰색 용의자 - 순리앙
- 나히드 - 이다 파나한데흐
- 야공작 - 다이 시지에
- 해안가로의 여행 - 구로사와 기요시
- 3000일의 밤 - 마이 마스리
- 표범은 물지 않는다 - 프라사나 자야코디
- 덫 - 브릴얀테 멘도사
- 폭설 - 모르테자 파르샤바프
- 말이 된 남자 - 아미르 후세인 사가피
- 마음의 속삭임 - 실비아 창
- 안식처 - 수만 고쉬
- 큰 아버지 작은 아버지 그리고 또 다른 이야기들 - 당 디 판
- 택시 - 자파르 파나히
- 검은 닭 - 민 바하두르 브함
- 한 집안 세 식구 - 리뤼치

### 뉴 커런츠
- 천당의 밤과 안개 - 정성일
- 검은 말의 기억 - 샤흐람 알리디
- 서북서 - 나카무라 타쿠로
- 귀향 - 지하네 쇼엡

### 한국영화의 오늘
- 상의원 - 이원석
- 스물 - 이병헌
- 필름 시대의 사랑(가제) - 장률
- 경성학교: 사라진 소녀들 - 이해영
- 미쓰 리의 전쟁, 더 배틀 오브 광주 - 이지상
- 여고생 - 박근범
- 스틸 플라워 - 박석영
- 다른 길이 있다 - 조창호
- 거꾸로 가까이, 돌아서 - 조성규
- 두 번째 스물 - 박흥식
- 지금은맞고그때는틀리다 - 홍상수
- 소수의견 - 김성제
- 오피스 - 홍원찬
- 글로리데이 - 최정열
- 손님 - 김광태
- 국제시장 - 윤제균
- 비밀 - 박은경 외 1명
- 스톱 - 김기덕
- 마돈나 - 신수원
- 무뢰한 - 오승욱
- 베테랑 - 류승완
- 나홀로 휴가 - 조재현
- 프로젝트 패기 - 이근우
- 흔들리는 물결 - 김진도
- 녹화중이야 - 박민국
- 소시민 - 김병준
- 암살 - 최동훈
- 극비수사 - 곽경택
- 파리의 한국남자 - 전수일
- 다른 밤 다른 목소리 - 최용석
- 4등 - 정지우

### 한국영화회고전
- 나무들 비탈에 서다 - 최하원
- 명동에 밤이 오면 - 이형표
- 비무장지대 - 박상호
- 살인마 - 이용민
- 육체의 고백 - 조긍하
- 육체의 문 - 이봉래
- 장군의 수염 - 이성구
- 현금은 내 것이다 - 이상언
- 만선 - 김수용

### 월드 시네마
- 천일야화 볼륨 1 - 미겔 고미쉬
- 천일야화 볼륨 2 - 미겔 고미쉬
- 천일야화 볼륨 3 - 미겔 고미쉬
- 33 - 패트리시아 리건
- 제일버드 - 오드리 에스트루고
- 그곳의 날씨 - 이사벨 스테버
- 마마 - 훌리오 메뎀
- 시카리오 - 드니 빌뇌브
- 드레스메이커 - 조셀린 무어하우스
- 11분 - 예르지 스콜리모브스키
- 비행기처럼 - 브뤼노 포달리데
- 폴리나 - 산티아고 미트레
- 도심 속의 찬가 - 마이클 캐턴존스
- 다윈으로 가는 마지막 택시 - 제레미 심스
- 아름다운 계절 - 까뜨린느 꼬르시니
- 프리헬드 - 피터 솔레트
- 겨울노래 - 오타르 이오셀리아니
- 컴패니언 - 파벨 지루
- 나의 혈육 - 마르코 벨로치오
- 나의 딸 - 사이몬 스톤
- 마지막 레슨 - 파스칼 포자두
- 킹 오브 라이프 - 예즈 지엘린스키
- 심씨의 사생활 - 미셸 르클레르크
- 강도들 - 줄리앙 레슬레크
- 내 청춘 시절의 세 가지 추억 - 아르노 데스플레샹
- 리그레션 - 알레한드로 아메나바르
- 인투 더 포레스트 - 패트리샤 로제마
- 사울의 아들 - 라즐로 네메스
- 하이 썬 - 달리보 마타니치
- 잠자는 거인 - 앤드류 시비디노
- 안나의 눈물 - 찰스-올리비에르 미샤우드
- 브랜드 뉴 테스타먼트 - 자코 반 도마엘
- 집념의 검사 프리츠 바우어 - 라스 크라우메
- 라우더 댄 밤즈 - 요아킴 트리에
- 비바 - 패디 브레스내치
- 변절자 - 페데리코 베이로
- 크로닉 - 미셸 프랑코
- 아메리칸 히어로 - 닉 러브
- 따뜻한 말들 - 쉐미 자르힌
- 트루만 - 게스크 가이
- 인 더 섀도우 오브 우먼 - 필립 가렐
- 뱀의 포옹 - 치로 게라
- 끝없이 흐르는 강 - 올리버 헤르마누스
- 테스 - 로만 폴란스키
- 탠저린 - 션 베이커
- 이야기들에 대한 이야기 - 마테오 가로네
- 유스 - 파올로 소렌티노
- 더 랍스터 - 요르고스 란티모스
- 아버지의 초상 - 스테판 브리제
- 디판 - 자크 오디아르
- 아페림! - 라드 주드
- 바디 - 마우고시카 슈모프스카

### 플래시 포워드
- 가늘고 노란 선 - 셀소 가르시아 로메로
- 라 파즈로 가는 길 - 프란시스코 바로네
- 홈 케어 - 슬라벡 호락
- 카우보이 - 토마스 비더게인
- 미치도록 사랑받으소서 - 우니 르콩트
- 클레버 - 페데리코 보르지아 외 1명
- 내가 눈을 뜨기도 전에 - 레일라 부지드
- 신부 만세! - 아스카니오 셀레스티니
- 바낫으로의 여정 - 아드리아노 발레리오
- 내 안의 숨겨진 몬스터 - 스티븐 던
- 욕망의 파나마 - 파블레 뷰코비치
- 환생 - 코너 가스톤
- 아빠 - 비사르 모리나
- 프렌지 - 예민 엘퍼
- 파라솔 - 발레리 로지어
- 상가일레의 여름 - 앨런테 카바이테
- 치킨 - 조 A. 스티븐슨
- 무스탕 - 데니즈 겜즈 에르구벤
- 대지와 그늘 - 세자르 어구스토 에이스베도
- 태풍의 눈 - 세쿠 트라오레
- 분노의 로즈 - 줄리아 코왈스키
- 크리샤 - 트레이 에드워드 슐츠
- 램스 - 그리무르 하코나르슨
- 양 - 야리드 젤레크
- 익스카눌 - 자이로 부스타만테
- 군집 본능 - 베타 가르델러
- 20세기 프로젝트 - 카를로스 킨텔라
- 피보다 가까운 - 저스틴 러너
- 유배 - 아르투르로 루이즈

### 와이드 앵글
- 프랑코포니아 - 알렉산더 소쿠로프
- 지평선의 화가: 게오르그 구드나손 - 프리드릭 토르 프리드릭슨 외 1명
- 덤보 - 벤 샤프스틴
- 추억은 방울방울 - 다카하타 이사오
- 마이 랜드 - 판 지안
- 컬러 오브 아시아 - 뉴커머스 - 이한종 외 4명
- 샤흐르자드의 천일야화 - 샤힌 파르하미
- 잭슨 하이츠에서 - 프레더릭 와이즈먼
- 승려와 분홍신 - 나카무라 다카유키
- 도시를 떠돌다 - 김소영
- 안나 - 제정모
- 오명 - 김의석
- 몸 값 - 이충현
- 나의 자리 - 문지원
- 복도발령 3개월차 - 김유준
- 소년은 기타를 배우기로 했다 - 권효
- 우주의 닭 - 변성빈
- 가족 - 정승현
- 전학생 - 박지인
- 미몽 - 캐비치 니앙
- 휴거 - 니마 파라히
- 타임 투 다이 - 왕통
- 옥토퍼스 - 제이미 하박 주니어
- 셰임 - 수산 프라자파티
- 광산마을의 청춘들 - 리용차오
- 이방인들 - 니콜 미도리 우드퍼드
- 봄의 시작 - 청야치
- 오푸스 - 수키타 사토루
- 레드 아이 - 윤은혜
- 그녀의 전설 - 김태용
- 오디션(영어판) - 마틴 스코세이지
- 국경의 아이들 - 하젬 크호데이데 외 7명
- 사랑 아닌 사랑이야기 - 요셉 앙기 노엔
- 최고의 감독 - 문소리
- 고양이춤 - 민용근
- 여신 두르가 - 비벡 카자리아
- 아베 마리아 - 배질 카릴
- 유닐린 하스 - 카를로 프란시스코 Y. 마나타드
- 윌리엄 윌슨 - 엠마누엘 올리비에
- 우리 승리하리라 - 미카미 치에
- 소녀와 여자: 나는 어디에 있나요? - 김효정
- 공부의 나라 - 최우영 외1명
- 22 - 궈커
- 심연의 반딧불이 - 찬드라세카르 레디
- 세라자드의 꿈 - 프랑소와 베스터
- 무연 - 신상훈
- 빙하와 하늘 - 뤽 자케
- 자이 호: A.R. 라흐만 이야기 - 우메시 아가르왈
- 아옌데, 나의 할아버지 - 마르시아 탐부티 아옌데
- 애국청년 - 두 하이빈
- 그로즈니 블루스 - 니콜라 벨루치
- 자개 단추 - 패트리시오 구즈먼
- 크리스토퍼 도일의 홍콩삼부작 - 크리스토퍼 도일
- 지아장커: 펜양에서 온 사나이 - 월터 살레스
- 마스터 - 나와폰 탐롱라타라닛
- 스페셜 애니 - 김현경
- 트윈스터 - 사만다 푸터먼
- 꼬마기사 트렝크 - 안소니 파워
- 붕붕! 달려라 개구장이 레이븐 - 우테 폰 뮌쇼폴 외 1명
- 부니 베어: 신비한 겨울 여행 - 정량
- 레인보우 - 나게쉬 꾸꾸누루
- 스톤보이와 아주 신기한 여행 - 제이미 로만디아 외 3명
- 아다마 - 시몬 루비
- 카파르 - 얀 불틸
- 롱 웨이 노스 - 레미 샤예
- 매직 마운틴 - 안카 다미안

### 오픈 시네마
- 이웃집 토토로 - 미야자키 하야오
- 나의 소녀시대 - 프랭키 첸
- 사랑의 법정 - 크리스티앙 벵상
- 카쉬미르의 소녀 - 카비르 칸
- 돌연변이 - 권오광
- 당신을 기다리는 시간 - 피에로 메시나
- 몬스터 헌트 - 라맨 허
- 전사 바후발리 - S.S. 라자몰리

### 특별기획 프로그램
- 7인의 사무라이 - 구로사와 아키라
- 고령가 소년 살인사건 - 에드워드 양
- 동경 이야기 - 오즈 야스지로
- 라쇼몽 - 구로사와 아키라
- 비정성시 - 허우 샤오시엔
- 스틸 라이프 - 지아장커
- 아푸 제2부 - 아파라지토 - 사티야지트 레이
- 작은 마을의 봄 - 무 페이
- 클로즈 업 - 압바스 키아로스타미
- 하녀 - 김기영
- 그냥 웃자고 - 루카스 벨보
- 나쁜 피 - 레오 까락스
- 나의 성생활: 나는 어떻게 싸웠는가 - 아르노 데스플레샹
- 나의 청춘 마리안느 - 줄리앙 뒤비비에르
- 남과 여 - 끌로드 를르슈
- 도심 속의 방 - 자크 데미
- 벨라미 - 끌로드 샤브롤
- 여름의 조각들 - 올리비에 아사야스
- 예언자 - 자크 오디아르
- 홀리 모터스 - 레오 까락스

### 미드나잇 패션
- 마지막 침투 - 니콜라 부크리에프
- SPL 2: 운명의 시간 - 정 바오루이
- 더 비지트 - M. 나이트 샤말란
- 사투 - 제이슨 R. 구드
- 캄포스 - 알베르토 마리니
- 라이치 히카리 클럽 - 나이토 에이스케
- 극장령 - 나카다 히데오
- 비밀스러운 초대 - 캐린 쿠사마
- 컨버젼스 - 드류 홀
- 죽음의 제물 - 코린 하디
- 백트랙 - 마이클 페트로니
- 그린 룸 - 제레미 솔니에